# Вінце Борбаш
Ві́нсент Бо́рбаш (угор. Borbás Vincze; 28 липня 1844 — 7 липня 1905) — угорський ботанік. Описав більш ніж сто нових для науки таксонів рослин.
Його гербарій зберігається у Будапештському університеті.

## Визнання
На честь ученого названі такі види рослин:
- Lotus borbasii
- Carduus borbasii
- Asperula borbasiana
- Tilia borbasiana

З ім'ям ученого пов'язані журнали Borbasia (з 1938 по 1940) та Borbasia Nova (з 1940 по 1949)

## Вибрані праці
- Vasvármegye növényföldrajza és flóraja (Geographia atque enumeratio plantarum comitatus Castriferrei in Hungaria). 1887.
- Abauj Torna Vármegye Flórája. 1896.
- A Balaton Tavanak és Partmellekenek Növényföldraza és Edényes Növényzete. 1900.